# 아나이스 미첼
아나이스 미첼(Anaïs Mitchell, 1981년 3월 26일 ~ )은 미국의 싱어송라이터, 극작가이다.

## 음반 목록
- The Song They Sang... When Rome Fell (2002)
- Hymns for the Exiled (2004)
- The Brightness (2007)
- Hadestown (2010)
- Young Man in America (2012)
- Child Ballads (2013; 제퍼슨 헤이머와 합작)
- Xoa (2014)